# شهرستان بلمون (اوهایو)
شهرستان بلمون، اوهایو (به انگلیسی: Belmont County, Ohio) یک سکونتگاه مسکونی در ایالات متحده آمریکا است که در اوهایو واقع شده‌است.